# قوم تبوری

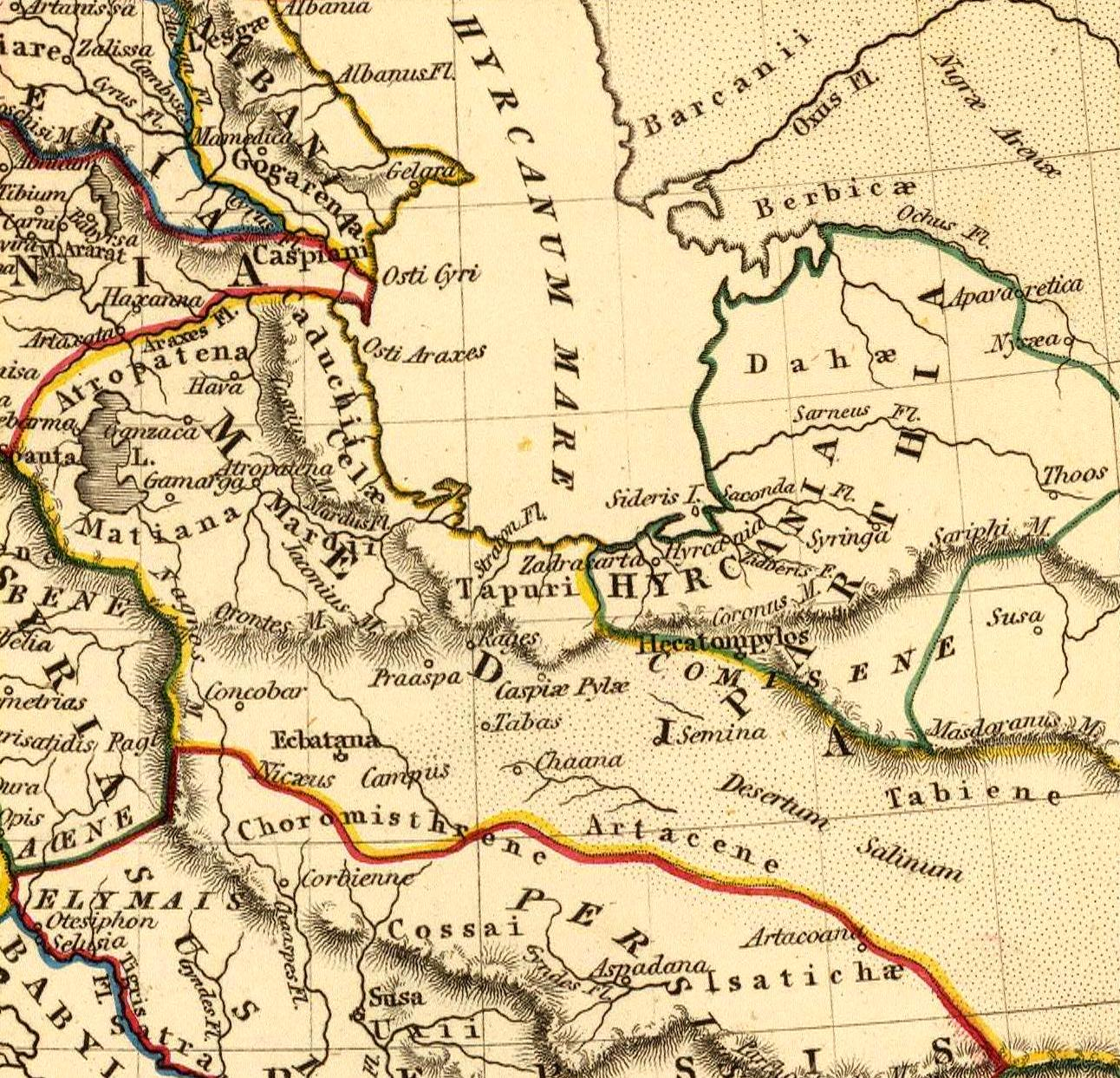
موقع تبوري ، بين سفیدرود و جرجان

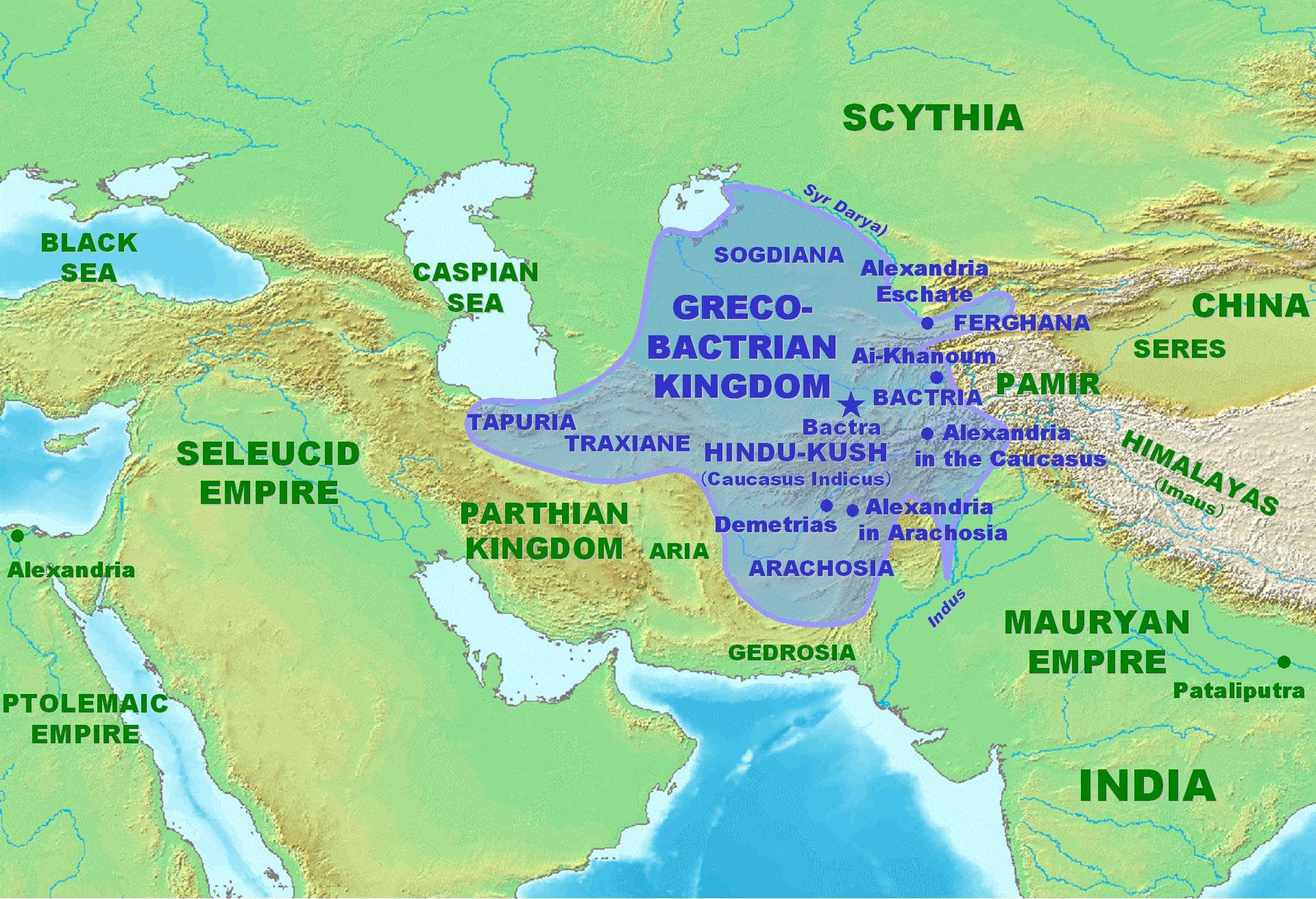
خريطة للمملكة اليونانية والبكترية مع تبوريا التي تقع بوضوح على الشواطئ الجنوبية لبحر قزوين

تَبوري أو تَبیري كانت قبيلة في الميديين جنوب بحر قزوين ذكرها بطليموس وأريان . تشير کتسیاس إلى أرض تبوری الواقعة بين أرضي جیلان و جرجان. معنی طبرستان فی لغة الطبریة محل وجد قوم تبوری (تپوری) وهم قوم یعیش فی ما بین جاجرم إلی سفیدرود فی محافظة جیلان
يبدو أن اسم تبوري ومساكنه المحتملة ، في فترات مختلفة من التاريخ ، قد امتد على مساحة واسعة من البلاد من أرمينيا إلى الجانب الشرقي من نهر أوكسوس. يضعها سترابو بجانب بوابات بحر قزوين و الري ، في فرثية أو بين ديربيسيس وهيركاني أو بصحبة أماردي و شعوب أخرى على طول الشواطئ الجنوبية لبحر قزوين ؛ في العرض الأخير الذي يمكن اعتبار أن كورتيوس وديونيسيوس و بليني يتطابق فيه. يحسبهم بطليموس في مكان ما بين قبائل ماديا ، و في مكان آخر ينسبهم إلى مارغيانا. تم كتابة أسمائهم مع بعض الاختلافات في المؤلفين المختلفين ؛ وهكذا تحدث Τάπουροι و في سترابو ؛ تبوري في بليني وكورتيوس ؛ Τάπυρροι في ستيف. ب. الصوت الفرعي لا يمكن أن يكون هناك شك في أن مقاطعة طبرستان الحالية اشتق اسمها منها. يعطي آلیان وصفًا غريبًا للتبوري الذي سكن في وسائل الإعلام.
زودت قوم تبوری هذه بـ 1،000 من الفرسان في معركة غوغملا باسم جيش الإمبراطورية الأخمينية .
وفقًا لأريان ، عاشت مجموعة من تبوری بين الهيركانين والأمارد خلال فترتي الأخمينية والإسكندر . أطاع الإسكندر آل تبوری و ذهب لمحاربة أمارد وهزمهم. ثم ضم الإسكندر أرض أمارد إلى أرض تبور. كان ساتراب تبوری تحت حكم أوتوفرادتس.